# Jiang Zhongyuan
Jiang Zhongyuan (chinois :江忠源), dont le nom de courtoisie est Changrui , (常 孺) était un érudit et soldat du Hunan qui s'est battu pour les Qing et contre le royaume céleste de Taiping pendant la rébellion de Taiping .

## Jeunesse
Jiang Zhongyuan est né le 1er août 1812 à Xinning au Hunan.  Il a passé l'examen provincial en 1837 et est devenu un juren en 1837.  Il a alors vécu à Pékin pendant plusieurs années, et passe le diplôme le plus élevé des examens impériaux en 1844 pour recevoir le titre de jinshi.  Il est alors devenu un directeur en attente des écoles de district.  En 1847, étant revenu à Xinning, il a formé une milice d'environ 2 000 hommes pour combattre les tribus Yao et d'autres habitants désaffectés.  Pour cela, il a reçu une magistrature en attente. Pendant son absence, la milice a été maintenue quelque peu intacte par ses frères et amis de la famille. 
Jiang a été nommé magistrat par intérim de Xiushi de 1849 à 1850 , puis est devenu magistrat de Lishui .  En 1850, l'ami de Jiang, Zeng Guofan, recommanda Jiang pour un poste supérieur à l' empereur Xianfeng .  Jiang ne s'est pas rendu à Pékin, mais est retourné à sa maison pour pleurer la mort de son père.

## Révoltes des Taiping
Après que la révolte  Taiping ait véritablement commencé, Jiang a été rappelé dès le matin pour aider le grand secrétaire Sai-shang-a à réprimer l'insurrection.  Les volontaires de Jiang étaient connus sous le nom de Chu Yong (楚 勇) et représentaient le premier contingent de Hunanais à combattre à l'extérieur du Hunan pendant la guerre.  Jiang a pu gagner une bataille dans le Guangxi et a été promu au rang de sous-préfet de première classe. Cependant, un désaccord concernant les tactiques militaires a découragé le service et il a pris sa retraite pendant un certain temps. 
En 1852, lorsque les Taiping ont menacé Guilin , Jiang est retourné au service, menant 1 000 recrues de Xinning au front.  Là, Jiang a triomphé dans trois batailles et a levé le siège de Guilin.  Pour cela, Jiang a reçu le grade de préfet.  Par la suite, Jiang a pu contrecarrer l'invasion navale planifiée par les Taiping du Hunan.  Cinq miles au nord de Quanzhou , Jiang a barré la rivière Xiang près du gué Suoyi et a tendu une embuscade à la marine des Taiping.  Les pertes des Taiping étaient stupéfiantes; Les forces de Jiang ont capturé, brûlé ou coulé 300 bateaux et environ 10 000 soldats de Taiping ont été tués.  Feng Yunshan , roi du sud du royaume céleste de Taiping, était parmi les morts. 
Jiang réussit moins bien à arrêter l'invasion terrestre du Hunan par les Taiping; tandis que Jiang a pu assiéger certains Taiping à Chenzhou pendant plus d'un mois, mais les Taiping ont finalement percé et ont avancé vers Changsha , la capitale du Hunan.  Jiang a aidé à défendre Changsha et les Taiping ont finalement abandonné leur siège de la ville, voyageant vers le nord le long du Yangtze .  Jiang est resté pour réprimer les petits soulèvements avec ses troupes. 
En 1853, Jiang fut promu intendant puis nommé juge provincial du Hubei .  Plus tard en 1853, il a été nommé commandant adjoint des armées impériales à Jiangnan .  Avant de partir pour le quartier général militaire de Jiangnan, il a rédigé un mémoire en huit points sur la situation militaire et l'a soumis au trône.  Jiang n'a jamais atteint sa destination; à Jiujiang, il a appris une attaque planifiée des Taiping sur Nanchang , est parti pour renforcer la ville et est arrivé un jour avant les Taiping.  Jiang a été assiégé du 22 juin au 24 septembre 1853. Lorsque le siège a été levé par les forces de secours, Jiang a été nommé gouverneur de l' Anhui . 
Jiang a ensuite conduit une petite force à Luzhou , la capitale temporaire de l' Anhui qui était menacée par les Taiping. En infériorité numérique et insuffisamment approvisionnée, Jiang était incapable de tenir la ville face à l'amélioration de mines de siège de Taiping .  Jiang lui-même a été blessé et capturé.  Il s'est suicidé en se noyant le 15 janvier 1854.